# Anton Nedjałkow
Anton Michajłow Nedjałkow (bułg. Антон Михайлов Недялков; ur. 30 kwietnia 1993 w Łoweczu) – bułgarski piłkarz występujący na pozycji obrońcy w bułgarskim klubie Łudogorec Razgrad oraz w reprezentacji Bułgarii.

## Kariera klubowa

### Liteks Łowecz
W 2002 roku dołączył do akademii Liteksu Łowecz. 

### Czawdar Etropole
W lipcu 2011 roku został wysłany na półroczne wypożyczenie do klubu Czawdar Etropole. Zadebiutował 13 sierpnia 2011 w meczu Wtora liga przeciwko Septemwri Simitli (3:3).

### Swetkawica Tyrgowiszte
W marcu 2012 roku został wypożyczony do drużyny Swetkawica Tyrgowiszte. Zadebiutował 4 marca 2012 w meczu Pyrwa liga przeciwko Minjor Pernik (3:0).

### Liteks Łowecz

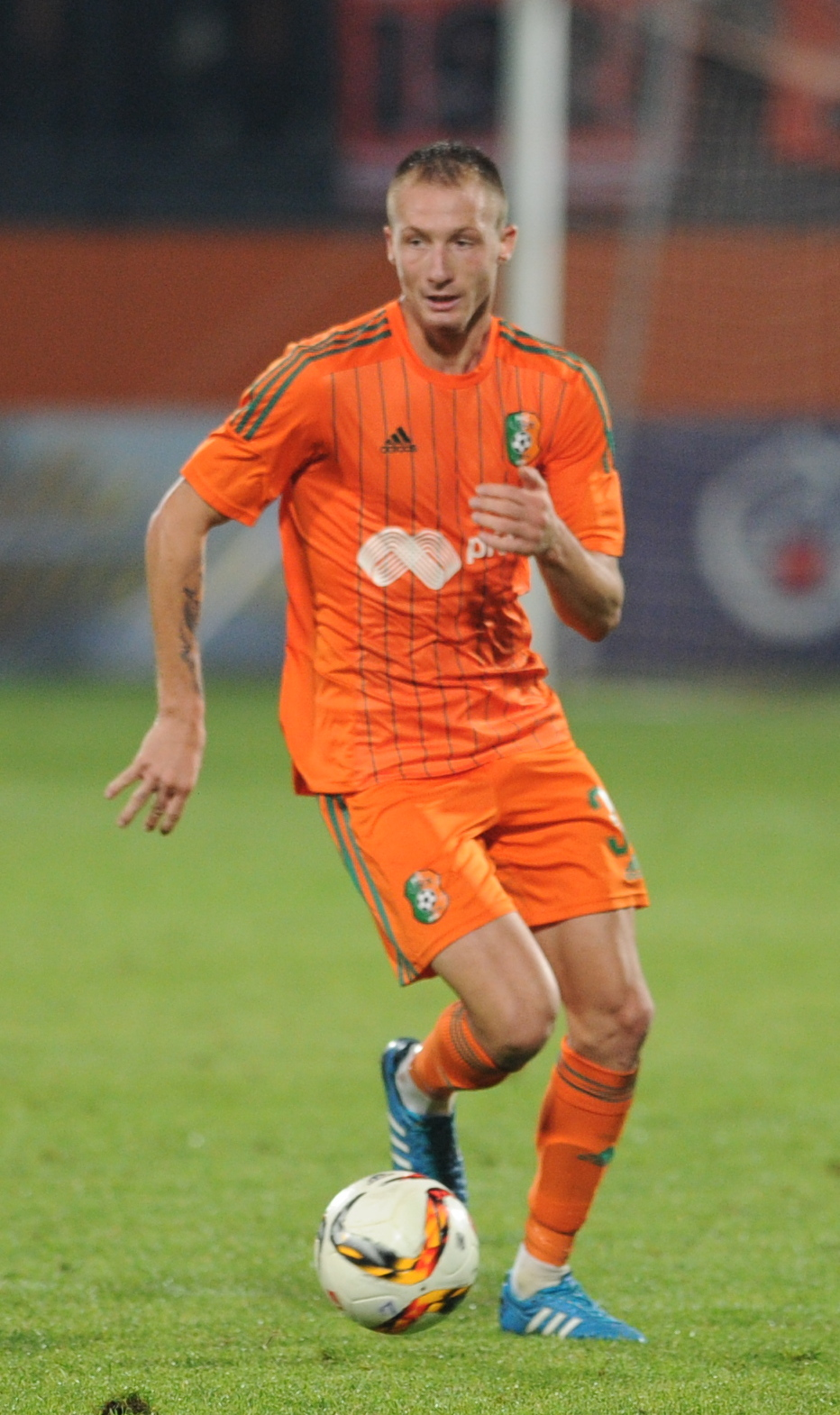
Anton Nedjałkow w barwach Liteksu Łowecz (2015)

Po zakończeniu wypożyczenia został przesunięty do pierwszego zespołu Liteksu Łowecz. Zadebiutował 11 sierpnia 2012 w meczu Pyrwa liga przeciwko CSKA Sofia (1:0). 11 lipca 2014 zadebiutował w kwalifikacjach do Ligi Europy UEFA w meczu przeciwko Verisowi Kiszyniów (3:0). W grudniu 2015 roku jego drużyna została wykluczona z rozgrywek ligowych, a Nedjałkow został włączony do kadry drugiego zespołu. 9 sierpnia 2015 roku grając dla drużyny rezerw zdobył swoją pierwszą bramkę w meczu Wtora liga przeciwko Dobrudży Dobricz (1:1).

### CSKA Sofia
W lipcu 2016 roku podpisał kontrakt z klubem CSKA Sofia. Zadebiutował 29 lipca 2016 w meczu Pyrwa liga przeciwko Sławii Sofia (2:0). W sezonie 2016/17 jego drużyna zdobyła wicemistrzostwo Bułgarii, a Nedjałkow został wybrany najlepszym zawodnikiem sezonu według kibiców.

### FC Dallas
21 grudnia 2017 roku przeszedł do drużyny FC Dallas. Zadebiutował 22 lutego 2018 w meczu Ligi Mistrzów CONCACAF przeciwko Tauro FC (1:0). W Major League Soccer zadebiutował 18 marca 2018 w meczu przeciwko Seattle Sounders (3:0).

### Łudogorec Razgrad
23 czerwca 2018 roku podpisał kontrakt z klubem Łudogorec Razgrad. Zadebiutował 17 lipca 2018 w meczu kwalifikacji do Ligi Mistrzów UEFA przeciwko Crusaders F.C. (0:2). 28 lipca 2018 roku zadebiutował w Pyrwa liga w meczu przeciwko Beroe Stara Zagora (1:1). Pierwszą bramkę zdobył 14 września 2018 w meczu ligowym przeciwko Wereji Stara Zagora (2:1). 20 września 2018 roku zadebiutował w fazie grupowej Ligi Europy UEFA w meczu przeciwko Bayerowi Leverkusen (2:3). W sezonie 2018/19 jego drużyna zajęła pierwsze miejsce w tabeli zdobywając mistrzostwo Bułgarii. 3 lipca 2019 roku wystąpił w meczu o Superpuchar Bułgarii przeciwko Łokomotiwowi Płowdiw (2:0) i zdobył trofeum. W styczniu 2020 roku otrzymał nagrodę dla najlepszego obrońcy Pyrwa ligi w 2019 roku i zajął drugie miejsce w plebiscycie Piłkarza roku w Bułgarii. W sezonach 2019/20 i 2020/21 jego zespół zdobywał kolejne mistrzostwa. 23 czerwca 2021 został ogłoszony nowym kapitanem drużyny.

## Kariera reprezentacyjna

### Bułgaria
W marcu 2016 roku otrzymał powołanie do reprezentacji Bułgarii. Zadebiutował 6 września 2016 w meczu eliminacji do Mistrzostw Świata 2018 przeciwko reprezentacji Luksemburga (4:3).

## Statystyki

### Klubowe
(aktualne na dzień 2 marca 2022)
| Klub                          | Sezon              | Liga                | Liga  | Liga   | Puchar kraju | Puchar kraju | Puchary kontynentalne | Puchary kontynentalne | Inne  | Inne   | Suma  | Suma   |
| Klub                          | Sezon              | Liga                | Mecze | Bramki | Mecze        | Bramki       | Mecze                 | Bramki                | Mecze | Bramki | Mecze | Bramki |
| ----------------------------- | ------------------ | ------------------- | ----- | ------ | ------------ | ------------ | --------------------- | --------------------- | ----- | ------ | ----- | ------ |
| Czawdar Etropole (wyp.)       | 2011/12            | Wtora liga          | 10    | 0      | 0            | 0            | –                     | –                     | –     | –      | 10    | 0      |
| Czawdar Etropole (wyp.)       | Ogólnie            | Ogólnie             | 10    | 0      | 0            | 0            | 0                     | 0                     | 0     | 0      | 10    | 0      |
| Swetkawica Tyrgowiszte (wyp.) | 2011/12            | Pyrwa liga          | 13    | 0      | 0            | 0            | –                     | –                     | –     | –      | 13    | 0      |
| Swetkawica Tyrgowiszte (wyp.) | Ogólnie            | Ogólnie             | 13    | 0      | 0            | 0            | 0                     | 0                     | 0     | 0      | 13    | 0      |
| Liteks Łowecz                 | 2012/13            | Pyrwa liga          | 17    | 0      | 2            | 0            | –                     | –                     | –     | –      | 19    | 0      |
| Liteks Łowecz                 | 2013/14            | Pyrwa liga          | 19    | 0      | 1            | 0            | –                     | –                     | –     | –      | 20    | 0      |
| Liteks Łowecz                 | 2014/15            | Pyrwa liga          | 21    | 0      | 4            | 0            | 2                     | 0                     | –     | –      | 27    | 0      |
| Liteks Łowecz                 | 2015/16            | Pyrwa liga          | 15    | 0      | 4            | 0            | 0                     | 0                     | –     | –      | 19    | 0      |
| Liteks Łowecz                 | Ogólnie            | Ogólnie             | 72    | 0      | 11           | 0            | 2                     | 0                     | 0     | 0      | 85    | 0      |
| Liteks Łowecz II              | 2015/16            | Wtora liga          | 10    | 1      | 0            | 0            | –                     | –                     | –     | –      | 10    | 1      |
| Liteks Łowecz II              | Ogólnie            | Ogólnie             | 10    | 1      | 0            | 0            | 0                     | 0                     | 0     | 0      | 10    | 1      |
| CSKA Sofia                    | 2016/17            | Pyrwa liga          | 34    | 0      | 1            | 0            | –                     | –                     | –     | –      | 35    | 0      |
| CSKA Sofia                    | 2017/18            | Pyrwa liga          | 19    | 0      | 2            | 0            | –                     | –                     | –     | –      | 21    | 0      |
| CSKA Sofia                    | Ogólnie            | Ogólnie             | 53    | 0      | 3            | 0            | 0                     | 0                     | 0     | 0      | 56    | 0      |
| FC Dallas                     | 2018               | Major League Soccer | 9     | 0      | 0            | 0            | 1                     | 0                     | –     | –      | 10    | 0      |
| FC Dallas                     | Ogólnie            | Ogólnie             | 9     | 0      | 0            | 0            | 1                     | 0                     | 0     | 0      | 10    | 0      |
| Łudogorec Razgrad             | 2018/19            | Pyrwa liga          | 35    | 1      | 1            | 0            | 10                    | 0                     | 0     | 0      | 46    | 1      |
| Łudogorec Razgrad             | 2019/20            | Pyrwa liga          | 26    | 0      | 1            | 0            | 15                    | 0                     | 1     | 0      | 43    | 0      |
| Łudogorec Razgrad             | 2020/21            | Pyrwa liga          | 22    | 0      | 3            | 0            | 8                     | 0                     | 0     | 0      | 33    | 0      |
| Łudogorec Razgrad             | 2021/22            | Pyrwa liga          | 2     | 0      | 0            | 0            | 9                     | 1                     | 1     | 0      | 12    | 1      |
| Łudogorec Razgrad             | Ogólnie            | Ogólnie             | 85    | 1      | 5            | 0            | 42                    | 1                     | 2     | 0      | 134   | 2      |
| Ogólnie w karierze            | Ogólnie w karierze | Ogólnie w karierze  | 252   | 2      | 19           | 0            | 45                    | 1                     | 2     | 0      | 318   | 3      |

### Reprezentacyjne
(aktualne na dzień 2 marca 2022)
| Reprezentacja | Rok     | Mecze | Bramki |
| ------------- | ------- | ----- | ------ |
| Bułgaria      |         |       |        |
| 2016          | 2       | 0     |        |
| 2017          | 3       | 0     |        |
| 2018          | 3       | 0     |        |
| 2019          | 6       | 0     |        |
| 2020          | 5       | 0     |        |
| 2021          | 2       | 0     |        |
| Ogólnie       | Ogólnie | 21    | 0      |

| Mecze i gole w reprezentacji | Mecze i gole w reprezentacji | Mecze i gole w reprezentacji | Mecze i gole w reprezentacji | Mecze i gole w reprezentacji | Mecze i gole w reprezentacji | Mecze i gole w reprezentacji | Mecze i gole w reprezentacji |
| Lp.                          | Data                         | Miejsce                      | Gospodarz                    | Gość                         | Wynik                        | Gol                          | Rozgrywki                    |
| ---------------------------- | ---------------------------- | ---------------------------- | ---------------------------- | ---------------------------- | ---------------------------- | ---------------------------- | ---------------------------- |
| 1.                           | 06.09.2016                   | Sofia                        | Bułgaria                     | Luksemburg                   | 4:3                          |                              | el. MŚ 2018                  |
| 2.                           | 10.10.2016                   | Solna                        | Szwecja                      | Bułgaria                     | 3:0                          |                              | el. MŚ 2018                  |
| 3.                           | 25.03.2017                   | Sofia                        | Bułgaria                     | Holandia                     | 2:0                          |                              | el. MŚ 2018                  |
| 4.                           | 10.10.2017                   | Luksemburg                   | Luksemburg                   | Bułgaria                     | 1:1                          |                              | el. MŚ 2018                  |
| 5.                           | 13.11.2017                   | Lizbona                      | Arabia Saudyjska             | Bułgaria                     | 0:1                          |                              | Mecz towarzyski              |
| 6.                           | 13.10.2018                   | Sofia                        | Bułgaria                     | Cypr                         | 2:1                          |                              | LN 2018/2019                 |
| 7.                           | 16.11.2018                   | Nikozja                      | Cypr                         | Bułgaria                     | 1:1                          |                              | LN 2018/2019                 |
| 8.                           | 19.11.2018                   | Sofia                        | Bułgaria                     | Słowenia                     | 1:1                          |                              | LN 2018/2019                 |
| 9.                           | 25.03.2019                   | Prisztina                    | Kosowo                       | Bułgaria                     | 1:1                          |                              | el. ME 2020                  |
| 10.                          | 07.06.2019                   | Praga                        | Czechy                       | Bułgaria                     | 2:1                          |                              | el. ME 2020                  |
| 11.                          | 10.06.2019                   | Sofia                        | Bułgaria                     | Kosowo                       | 2:3                          |                              | el. ME 2020                  |
| 12.                          | 07.09.2019                   | Londyn                       | Anglia                       | Bułgaria                     | 4:0                          |                              | el. ME 2020                  |
| 13.                          | 10.09.2019                   | Dublin                       | Irlandia                     | Bułgaria                     | 3:1                          |                              | Mecz towarzyski              |
| 14.                          | 11.10.2019                   | Podgorica                    | Czarnogóra                   | Bułgaria                     | 0:0                          |                              | el. ME 2020                  |
| 15.                          | 03.09.2020                   | Sofia                        | Bułgaria                     | Irlandia                     | 1:1                          |                              | LN 2020/2021                 |
| 16.                          | 06.09.2020                   | Cardiff                      | Walia                        | Bułgaria                     | 1:0                          |                              | LN 2020/2021                 |
| 17.                          | 08.10.2020                   | Sofia                        | Bułgaria                     | Węgry                        | 1:3                          |                              | el. ME 2020                  |
| 18.                          | 11.10.2020                   | Helsinki                     | Finlandia                    | Bułgaria                     | 2:0                          |                              | LN 2020/2021                 |
| 19.                          | 14.10.2020                   | Sofia                        | Bułgaria                     | Walia                        | 0:1                          |                              | LN 2020/2021                 |
| 20.                          | 02.09.2021                   | Florencja                    | Włochy                       | Bułgaria                     | 1:1                          |                              | el. MŚ 2022                  |
| 21.                          | 05.09.2021                   | Sofia                        | Bułgaria                     | Litwa                        | 1:0                          |                              | el. MŚ 2022                  |

## Sukcesy

### CSKA Sofia
- Wicemistrzostwo Bułgarii (1×): 2016/2017

### Łudogorec Razgrad
- Mistrzostwo Bułgarii (3×): 2018/2019, 2019/2020, 2020/2021
- Superpuchar Bułgarii (3×): 2018, 2019, 2021

### Wyróżnienia
- Najlepszy obrońca Pyrwa ligi (1×): 2019[28]
- 2. miejsce w plebiscycie Piłkarza roku w Bułgarii (1×): 2019[28]

## Życie prywatne
We wrześniu 2012 roku, podczas jednego z treningów reprezentacji Bułgarii U-21, Nedjałkow w wyniku kolizji z kolegą z drużyny doznał zatoru płucnego i musiał przejść pilną operację.